# Église Saint-Christophe de Romestaing
Pour les articles homonymes, voir Église Saint-Christophe.
L'église Saint-Christophe est une église catholique située dans la commune de Romestaing, dans le département de Lot-et-Garonne, en France.

## Localisation
L'église se trouve au cœur du village, sur la place principale.

## Historique
Construite au XIIe siècle, l'église est celle d'une ancienne commanderie templière puis hospitalière à partir du XIVe siècle; l'édifice est inscrit en totalité au titre des monuments historiques par arrêté du 30 mars 1965.

## Description
Le chœur et l'avant-chœur sont voûtés en pierre ; la voûte de la nef est en briques.

Quatre chapiteaux historiés.

Tourelle d'accès au clocher, adossée à la face nord, avec escalier à vis.

Clocher carré.

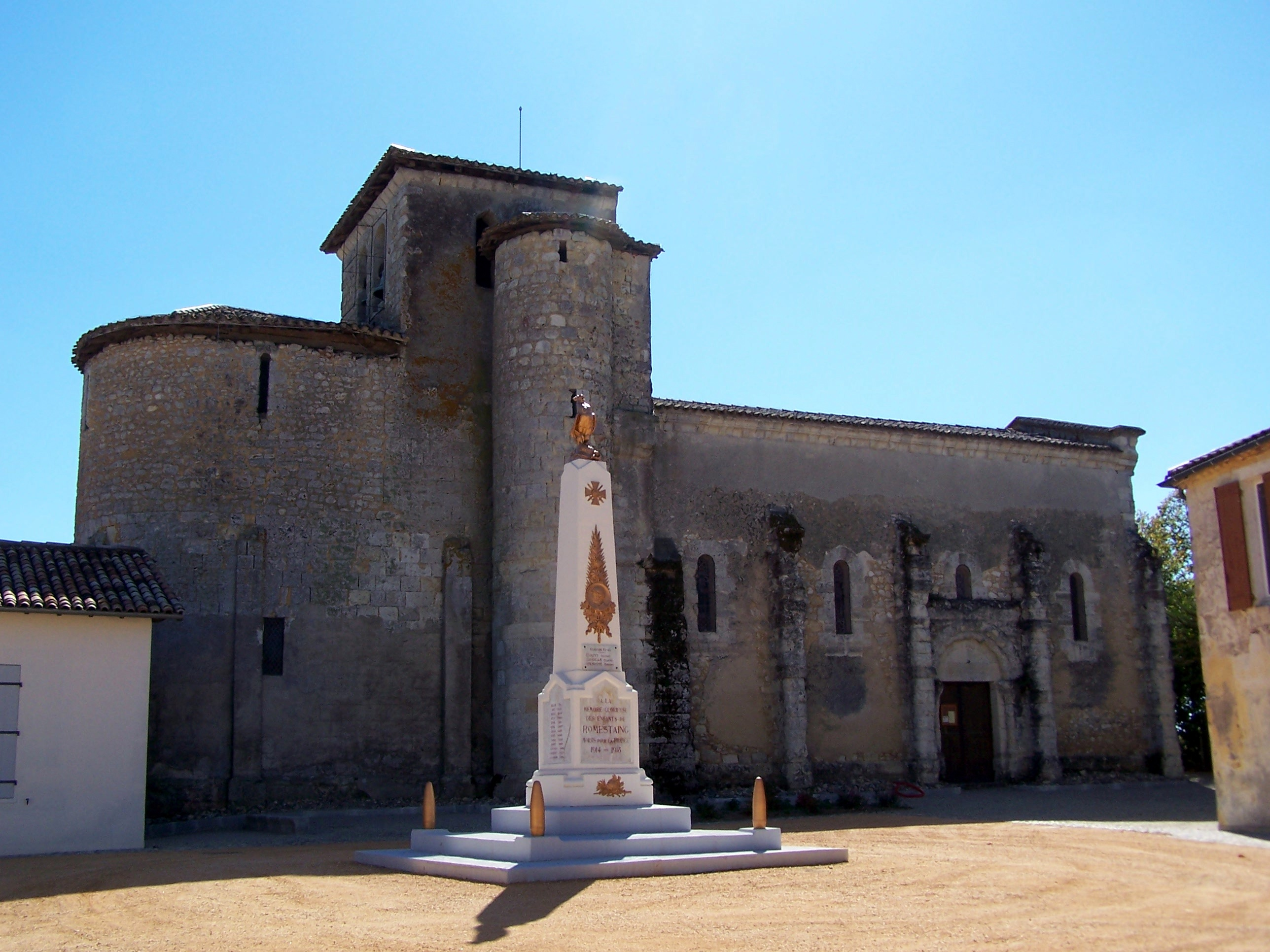
Façade nord (sept. 2012)
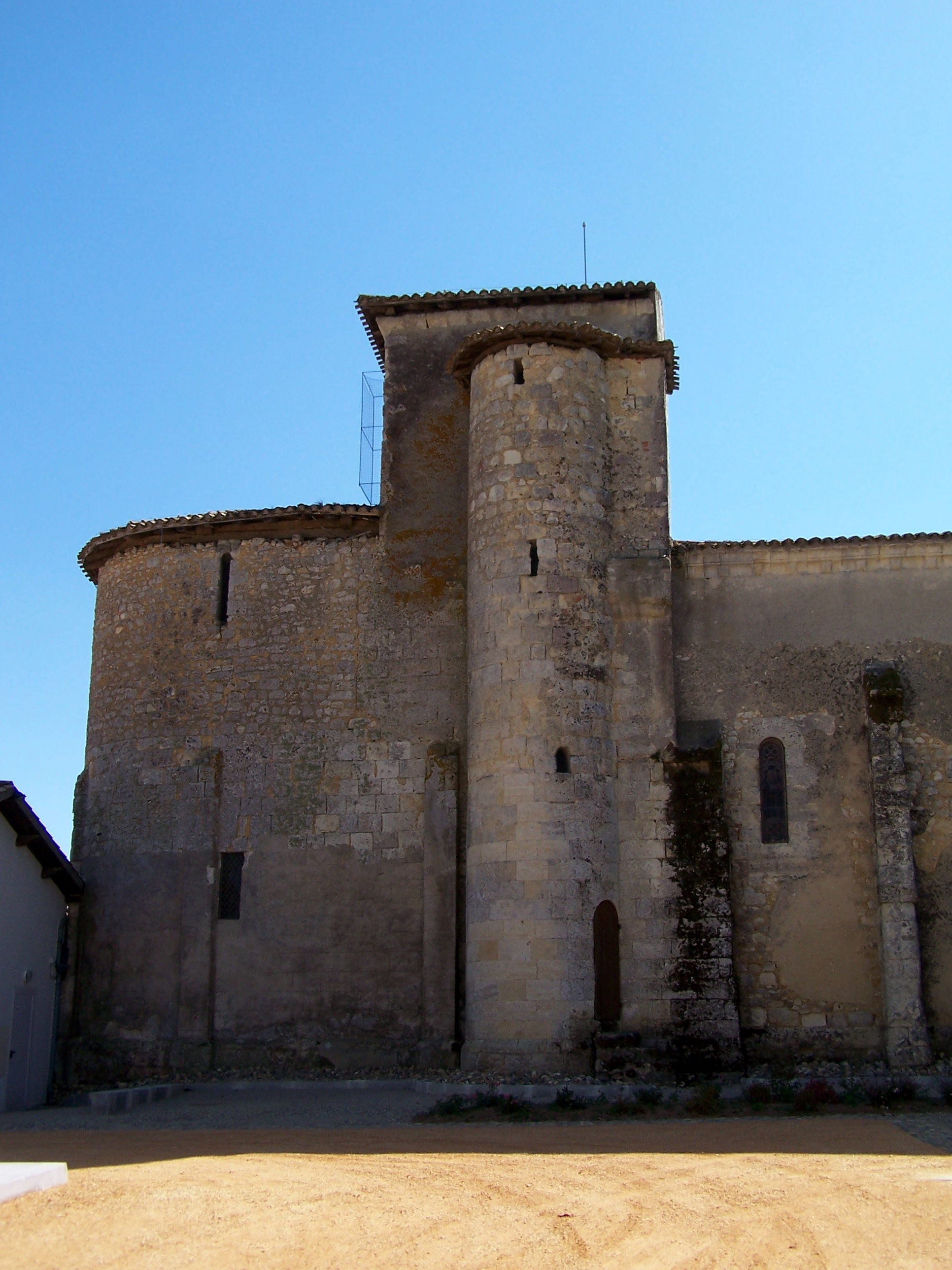
Le chevet et la tourelle d'accès au clocher carré (sept. 2012)
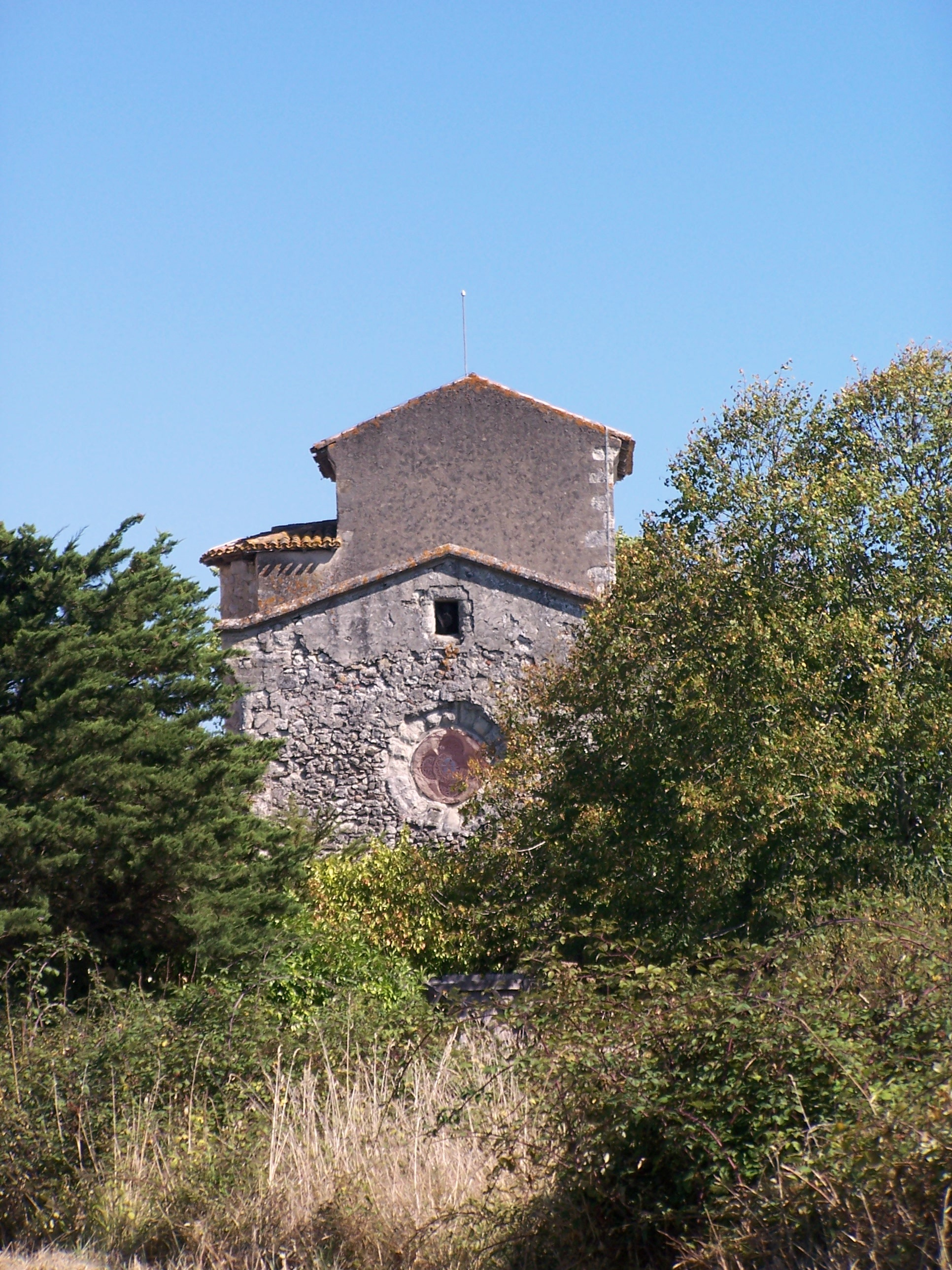
Façade ouest (sept. 2012)
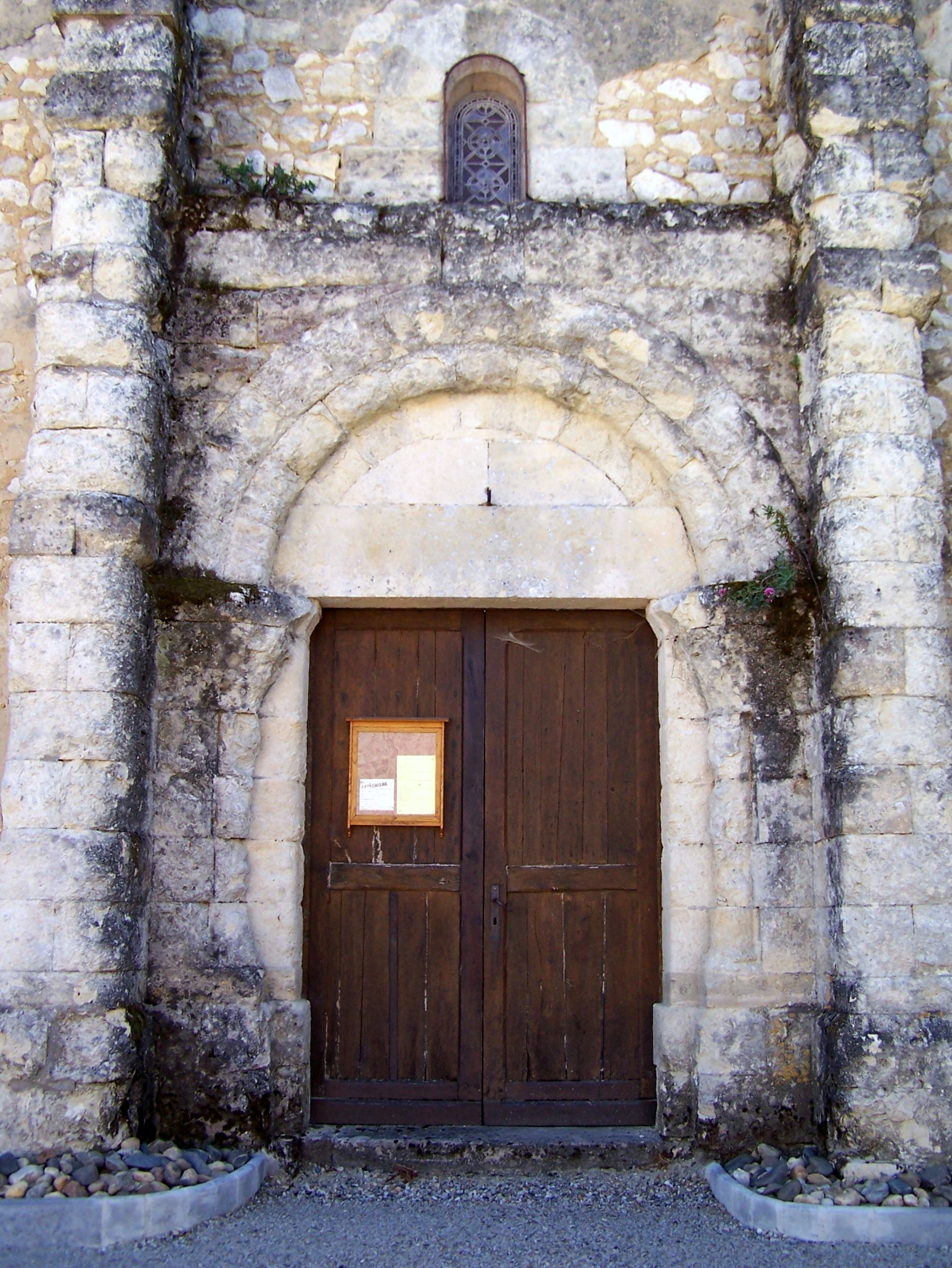
Le portail sur la façade nord (sept. 2012)